# Eli Rose
Pour les articles homonymes, voir Rose et Larouche.
 (juillet 2022).
La mise en forme du texte ne suit pas les recommandations de Wikipédia : il faut le « wikifier ».
Les points d'amélioration suivants sont les cas les plus fréquents. Le détail des points à revoir est peut-être précisé sur la page de discussion.
- Les titres sont pré-formatés par le logiciel. Ils ne sont ni en capitales, ni en gras.
- Le texte ne doit pas être écrit en capitales (les noms de famille non plus), ni en gras, ni en italique, ni en « petit »…
- Le gras n'est utilisé que pour surligner le titre de l'article dans l'introduction, une seule fois.
- L'italique est rarement utilisé : mots en langue étrangère, titres d'œuvres, noms de bateaux, etc.
- Les citations ne sont pas en italique mais en corps de texte normal. Elles sont entourées par des guillemets français : « et ».
- Les listes à puces sont à éviter, des paragraphes rédigés étant largement préférés. Les tableaux sont à réserver à la présentation de données structurées (résultats, etc.).
- Les appels de note de bas de page (petits chiffres en exposant, introduits par l'outil «  Source ») sont à placer entre la fin de phrase et le point final[comme ça].
- Les liens internes (vers d'autres articles de Wikipédia) sont à choisir avec parcimonie. Créez des liens vers des articles approfondissant le sujet. Les termes génériques sans rapport avec le sujet sont à éviter, ainsi que les répétitions de liens vers un même terme.
- Les liens externes sont à placer uniquement dans une section « Liens externes », à la fin de l'article. Ces liens sont à choisir avec parcimonie suivant les règles définies. Si un lien sert de source à l'article, son insertion dans le texte est à faire par les notes de bas de page.
- La présentation des références doit suivre les conventions bibliographiques. Il est recommandé d'utiliser les modèles {{Ouvrage}}, {{Chapitre}}, {{Article}}, {{Lien web}} et/ou {{Bibliographie}}. Le mode d'édition visuel peut mettre en forme automatiquement les références.
- Insérer une infobox (cadre d'informations à droite) n'est pas obligatoire pour parachever la mise en page.

Pour une aide détaillée, merci de consulter Aide:Wikification.
Si vous pensez que ces points ont été résolus, vous pouvez retirer ce bandeau et améliorer la mise en forme d'un autre article.
Eli Rose, de son vrai nom Elise Larouche, est une autrice-compositrice-interprète québécoise née le 8 juillet 1987 à Montréal. 

## Biographie
Elise Larouche fait ses premiers pas dans le monde musical au sein du duo Eli et Papillon en 2008. Aux côtés du multi-instrumentiste Marc Papillon-Ferland, elle lance un EP La dernière vague et deux albums sous l’étiquette Maisonnette: album éponyme (2012) et Colorythmie (2015). 
À la séparation du duo, elle se lance en solo et commence son exploration en participant au camp Kenekt, organisé par la SOCAN, en 2016. L’année suivante, l’artiste dévoile la pièce Soleil, de façon indépendante, qui se connaît un succès sur les ondes radio québécoises et donne le coup d’envoi à son projet solo sous le nom d'Eli Rose.
Elle signe avec la Maison Barclay Canada (Universal Music Canada) et lance son premier album éponyme en 2019. Elle remporte un des Prix Chansons populaires francophones pour la chanson Carrousel au Gala SOCAN 2020.
En 2019, elle assure les premières parties en sol québécois des artistes internationaux Jain et Angèle.
Elle remporte le Félix Révélation de l’année au Gala de l’ADISQ 2020 et les prix du Premier album sur les ondes des radios BDS et des radios correspondantes du Palmarès ADISQ  lors des Prix des Rencontres de l'ADISQ pour son album Eli Rose. Elle récolte pour une deuxième année consécutive le prix du Premier album sur les ondes des radios BDS du Palmarès ADISQ pour le même album lors des Prix des Rencontres de l'ADISQ 2021.

## Discographie

### Singles
- Soleil (juillet 2017)
- Trop beau (juillet 2019)
- Minuit (décembre 2019)
- Rebelle / Rebel (If I Lie) (mai 2020)
- Alibi / Alibi (Under The Starlight) (octobre 2020)
- Loin de toi (feat. Kemmler) (mars 2021)
- L'orage / The Rain (juin 2021)
- Évidemment (feat. Imposs) (septembre 2021)
- Winter Song (feat. Lily-Ann De Francesco) (octobre 2021)
- Il neige (feat. Marc Papillon) (mars 2022)
- 1994 (mars 2023)
- As de coeur (mai 2023)
- Libre (août 2023)

### Remixes
- Tôt ou tard (High Klassified Remix) (juillet 2019)
- Carrousel (Remixes - Ryan Shepherd / Slater Manzo / Dee Mad) (août 2019)
- Emmène-moi (Tep No Remix) (février 2020)
- Emmène-moi (Red Farrow & Slater Manzo Remix) (juillet 2020)

### Collaborations
- Les yogourts glacés - Les Fleurs de Pinotte et Eli Rose (2016)
- O.K. - D R M S, Clay et Eli Rose (2017)
- Hey, ça va - La Famille Ouellette, Eli Rose et Hologramme (2017)
- Et c'est pas fini (feat. Alicia Moffet, Eli Rose, Émile Bilodeau, Jérôme 50, Luis Clavis, Mike Clay, Roxanne Bruneau et Sarahmée) - Star Académie (2020)
- Backstage - Souldia et Eli Rose (2020)
- Au détail - La Traversée, Eli Rose et Leo Fifty Five (2021)
- Quelque part - La Traversée, Eli Rose et Arthur ELY (2021)
- Vodka - Caracol et Eli Rose (2021)
- Ma Way - Miro et Eli Rose (2022)